# 尖喙牻牛儿苗
尖喙牻牛儿苗（学名：Erodium oxyrhinchum），为牻牛儿苗科牻牛儿苗属下的一个植物种。